# 水野忠寛
水野 忠寛（みずの ただひろ）は、江戸時代後期の旗本、大名。駿河沼津藩の第6代藩主。

## 生涯
文化4年（1807年）11月4日、沼津藩水野家分家の旗本（浜町水野家）である水野忠紹（2代藩主水野忠成の次男）の子として生まれる。文化12年（1815年）11月4日に家督を継いで旗本となる。天保12年（1841年）11月11日から江戸城西の丸に出仕し、天保14年（1843年）12月16日に従四位下、河内守に叙任する。弘化3年（1846年）8月12日に小姓頭取に任じられた。
安政5年（1858年）に本家の第5代沼津藩主である水野忠良が死去したため、その家督を継いだ。折しも幕府では第13代将軍・徳川家定の後継者をめぐって井伊直弼と徳川斉昭が対立していたが（将軍継嗣問題）、忠寛は直弼に協力して徳川慶福（家茂）の擁立に貢献した。そのため、安政5年（1858年）10月9日には奏者番に任じられ、10月26日に出羽守に転任となった。安政6年（1859年）3月9日には側用人に任じられ、4月には下田の警備を免除されるなど、直弼から並々ならぬ恩恵を受けている。
しかし桜田門外の変で直弼が暗殺され、さらに直弼によって追放されていた一橋派が幕政に復帰すると、直弼与党であるとして文久2年（1862年）5月29日、全ての役職を辞職に追い込まれ、閏8月20日には養子の忠誠に家督を譲って隠居することとなった。このとき、右京大夫に転任している。
明治7年（1874年）1月5日に死去した。享年68。

## 系譜
父母
- 水野忠紹（実父）
- 貞光院 ー 飯島氏（実母）
- 水野忠良（養父）

正室
- 牧野忠救の娘

養子
- 水野忠誠 ー 本多忠考の四男